# Lispocephala boops
Lispocephala boops este o specie de muște din genul Lispocephala, familia Muscidae. A fost descrisă pentru prima dată de Thomson în anul 1869. Conform Catalogue of Life specia Lispocephala boops nu are subspecii cunoscute.